# Экологическое поселение
Данная статья посвящена экопоселениям. По теме экогородов имеется отдельная статья.

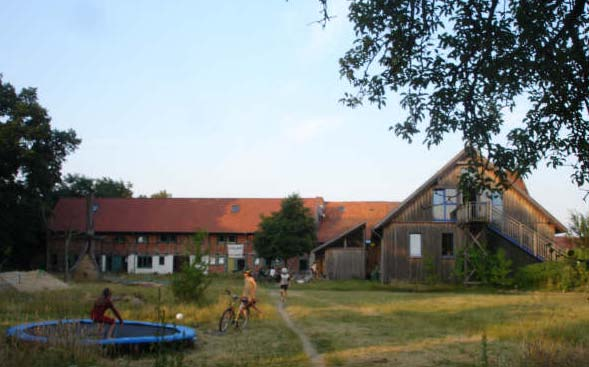

Экологическое поселение (экопоселение) — поселение, созданное для организации экологически чистого пространства для жизни группы людей, как правило исходящих из концепции устойчивого развития и организующих питание за счёт органического сельского хозяйства. Одна из форм идейной общины.

## Принципы организации экопоселений
В различных экологических поселениях встречаются разные экологические (природоохранные) ограничения и самоограничения производства и оборота товаров, применения тех или иных материалов или технологий, образа жизни. В качестве наиболее распространённых примеров можно привести:
- Устойчивое земледелие — использование неистощающих технологий обработки земли (например, принципы пермакультуры). Как правило, также бывает запрещено использование ядохимикатов и пестицидов на территории экопоселения.
- Устойчивое лесопользование и поликультурное лесовосстановление — бережное использование лесов и работы по высадке разных пород деревьев для формирования в лесах устойчивых экосистем, в отличие от монокультурных посадок (подверженных болезням и вредителям), активно практикуемых лесопромышленными организациями.
- Минимизация энергопотребления — достаточно распространённая практика, проявляющаяся в строительстве энергоэффективного жилья (см. энергоэффективный дом), использовании возобновляемых источников энергии, минимизации бытового энергопотребления.
- Часто на территории экопоселений не приветствуется курение, употребление спиртных напитков и нецензурная лексика вплоть до полного их запрета.
- Среди жителей экопоселений обычной практикой являются те или иные системы естественного питания, например, вегетарианство, сыроедение, веганство и т. д. В отдельных случаях на территории экопоселений запрещено употреблять мясо или выращивать скотину на мясо.
- Большинство жителей экопоселений обычно придерживаются систем здорового образа жизни, который включает в себя закаливание, посещение бани, активную физическую нагрузку, позитивный жизненный настрой.

Часто встречается стремление к автономности и независимости от поставок извне, к определённому самообеспечению. В большинстве сельских и пригородных экопоселений их жители стремятся сами выращивать для себя экологически чистые продукты питания, с применением технологий органического сельского хозяйства. В некоторых (как правило, более крупных) экопоселениях удаётся создавать собственное производство так же одежды, обуви, посуды и других вещей, необходимых для жителей экопоселения и(или) товарообмена с внешним миром. Как правило, продукция должна производиться из местных возобновляемых природных материалов или отходов/вторсырья, по экологически чистым технологиям, а также экологически безопасно использоваться и утилизироваться. (На практике не всегда удаётся достичь всех поставленных целей).
Ряд экопоселений используют автономную малую альтернативную энергетику.
Число людей в экопоселениях может варьироваться в пределах 50—150 жителей, поскольку в этом случае, согласно сведениям социологии и антропологии, будет обеспечиваться вся необходимая для такого поселения инфраструктура. Тем не менее, могут существовать и крупные экопоселения (вплоть до 2000 жителей).

## История экопоселений
На Западе движение экопоселений началось в начале 1960-х годов. Самое раннее поселение называлось «Miccosukee Land Co-op». Основано поселение было в мае 1973 году Климентом ван Пелтом в Таллахасси, штате Флорида. В то же десятилетие периодические энергетические кризисы требовали поиска альтернатив неэффективных схем использования энергии. Сам термин экопоселение был введен в научный оборот профессором Технологического института Джорджии Джорджем Рэмси в выступлении 1978 года «Применение пассивной энергии для искусственной среды» на Первой всемирной конференции по энергетике Ассоциации инженеров-энергетиков. Рэмси утверждал, что проблемы по чрезмерному использованию энергии связаны не с технологиями, а с образом жизни населения.
В дальнейшем, в 1980-х годах, движение стало более определённым и сформированным. В 1991 году, Роберт Гилман и Дайан Гилман стали авторами исследования под названием «Экопоселения и устойчивые сообщества», в котором экологические и общественные темы были объединены.
Первые попытки создания экопоселений были начаты в 1990-х годах. В 1994 году была создана деревня Earthaven в Блэк-Маунтин, штата Северная Каролина. По состоянию на 2021 год в ней проживает около 75 взрослых жителей и 25 детей.
В России же первые экопоселения появились в начале 1990-х, когда стали вскрываться и широко публиковаться материалы по многим экологическим проблемам. Российская сеть экопоселений была создана в 2005 году.
 В 2000-х и 2010-х годах в России также начали появляться смешанные виды поселений, где часть жителей — это создатели родовых поместий, согласно принципам движения «Звенящие кедры России». Например, поселение родовых поместий «Ковчег», часть жителей которого позиционирует его как экопоселение.

## Организация экопоселений
Жители экопоселения как правило объединены общими экологическими или духовными интересами. Многие из них видят техногенный образ жизни неприемлемым, разрушающим природу и ведущим к всемирной катастрофе. Как альтернативу техногенной цивилизации, они предлагают жизнь в небольших поселениях с минимальным влиянием на природу. Экологические поселения часто сотрудничают между собой, в частности, могут входить в ассоциации поселений (например, Глобальная сеть экопоселений).
Принципы экопоселений могут быть применены к некоторым уже существующим сельским поселениям и городским сообществам экологистов. Обязательным условием таких поселений является гармоничное взаимодействие с природой и минимальное негативное влияние на неё, постоянный поиск снижения нагрузки на окружающую среду и уменьшение экоследа.
Социологическое исследование экопоселений было проведено Робертом Гилманом в 1980-х гг. и изложено в докладе Института Контекста для Треста Земли в 1991 г. В этом же году инициативная группа СПб Фонда «Эковиль» (в дальнейшем экопоселение Нево-Эковиль — Шестаков Владимир, Гончаров Иван и др.) сделала его перевод, и состоялась первая публикация на русском языке книги об экопоселениях: Гилман Р. «Экодеревни и устойчивые поселения» СПб.: Центр гражданских инициатив. 1991. 266 с. В дальнейшем книга оказала большое влияние на развитие экопоселений в России и странах СНГ. Российские экосоциологи начали всесторонние исследования движения экопоселений с конца 1990-х гг., сначала в США и Западной Европе, затем в России.

### Рекомендуемая литература
- Гилман Р. Экодеревни и устойчивые поселения. — СПб.: Центр гражданских инициатив, 1991. — 266 с.
- Петров В. И. Образование экологически устойчивых форм хозяйствования на землях сельскохозяйственного назначения: предпосылки и перспективы // Актуальные проблемы российского права : журнал. — М.: МГЮА, 2008. — Вып. 1. — С. 126—134. — ISSN 1994-1471.
- Фесенко Д. Российская архитектура и sustainability: два сценария — от деревянного домостроения к футурополисам // Архитектурный вестник : журнал. — М., 2010. — № 2 (113). Архивировано 2 апреля 2015 года.
- Щукин А. Кочующие города и посёлки пенсионеров // Эксперт : журнал. — М., 01 марта 2010.
- За вас и за меня: Вдохновение и мудрость для строительства сообщества = Beyond you and me: Inspirations and wisdom for building community / Ed. by K. Joubert and R. Alfred. — Gaia Education, 2007. — 289 p. — (4 Keys to Sustainable Communities everywhere on the Planet, Social Key). — ISBN 978-1-85623-038-4.
- Christian D. Создание совместной жизни: Практические инструменты для роста экодеревень и идейных общин = Creating a Life Together: Practical Tools to Grow Ecovillages and Intentional Communities. — New Society Publishers, 2003. — XX, 250 p. — ISBN 0-86571-471-1.
- Jones A. Из России с любовью (англ.) = From Russia with Love // Ecovillages. — 2009. — Nov/Dec. Архивировано 8 сентября 2015 года.